# 19618 Maša
19618 Maša  je asteroid v asteroidnem pasu. Odkril ga je Jure Škvarč na Observatoriju Črni Vrh v Sloveniji 11. avgusta 1999. Njegova začasna oznaka je bila 1999 PN3 . Uradno ime mu je dodelila Mednarodna astronomska zveza z okrožnico štev. 43047 5. julija 2001. Imenovan je po Maši Kandušer.
Asteroid Maša je najbliže Soncu na razdalji 1,867 a.e., najbolj pa se mu oddalji na 2,833 a.e. Sonce obkroži v 1316 dneh ali 3,61 letih. Njegova tirnica je nagnjena na ekliptiko za 9,11 °, izsrednost tirnice pa ima 0,205.